# Flood (informatica)
Nella terminologia informatica, con flood si indica l'invio a grande velocità di una serie di 7/8 o più messaggi o pacchetti o il continuo abuso di messaggi non inerenti a un determinato argomento prestabilito. Il termine inglese "flood" significa letteralmente alluvione, inondazione.

## Campi di utilizzo
Nel caso in cui l'obiettivo del flooder sia una chat, una mailing list, un forum o un social network, la generazione di grandi quantità di messaggi ripetuti a pochi secondi l'uno dall'altro provoca la perdita o la drastica diminuzione della visibilità dei messaggi precedentemente scritti da altri utenti e quindi il momentaneo inutilizzo della usenet. Spesso questa tecnica viene associata allo spamming per dare maggiore visibilità ai messaggi di spam. Possono essere presi provvedimenti come ban per IP o denuncia alla polizia postale.
Se invece l'obiettivo è un host, un server o un apparato di rete il flooder, inviando un gran numero di pacchetti a grande velocità tramite protocolli quali ad esempio Syn o ICMP, potrebbe rendere non disponibile il servizio svolto dal dispositivo a causa della sua incapacità di gestire la grande quantità di pacchetti ricevuti creando un momentaneo crash del servizio per la durata del flood o un denial of service fino a rendere il dispositivo non più in grado di erogare i servizi.